# Tink.ch
Tink.ch est un webzine trilingue suisse lancé en 2006. Il est composé d'articles réalisés par des jeunes et à destination de la jeunesse.

## Présentation
La publication est hebdomadaire pour la version romande et journalière pour la version alémanique et vise des sujets variés tels que la politique, les festivals et la mode.
Une dizaine de rédactions sont réparties dans la Suisse. Il en existe 4 en Suisse romande et environ 6 en Suisse alémanique. Les rédacteurs et photographes sont des bénévoles issus de presque tous les cantons suisses.
Le webzine existe en trois langues français, allemand et italien. Cependant, des articles en romanche paraissent lors d'occasions particulières telles que la session fédérale des jeunes.

## Historique

### Créations des rédactions romandes
La rédaction lausannoise a été créé par Jonas Schneiter  début 2009 sous le nom de quoique.ch avant de devenir Tink.ch Romandie,.
En octobre 2011, une seconde rédaction est ouverte à Genève sous la direction de Juliette Ivanez. 
Par après, le site ouvre une troisième rédaction à Neuchâtel en janvier 2013,, rapidement suivie par un quatrième bureau à Fribourg en octobre 2013,.

### Le magazine papier
Depuis 2010, Tink.ch sort un magazine papier en allemand quatre fois par année dont chacun traite d'un sujet particulier.

## Parrainage
Esther Mamarbachi parraine le webzine « parce [qu'elle est] très sensible aux jeunes, à leur avenir, à leurs idées, à leurs envies ».